# ファリド・マンマドフ
ファリド・アシフ＝オウル・マンマドフ（アゼルバイジャン語:Fərid Asif-oğlu Məmmədov / Farid Asif-oğlu Mammadov、1991年8月30日 - ）は、アゼルバイジャンの歌手である。楽曲「Hold me」により、2013年5月にスウェーデンのマルメで開催されるユーロビジョン・ソング・コンテスト2013のアゼルバイジャン代表に選出された。

## 来歴
ファリド・マンマドフは、ソビエト連邦統治下のアゼルバイジャン・バクーに生まれ、アゼルバイジャン国立文化芸術大学で学ぶ。幼少期よりアイバニズ・ハスモヴァ（Aybəniz Haşımova）の指導の下、ブルブル（Bulbul）合唱団に所属する歌手であった。
2013年3月、ユーロビジョン・ソング・コンテスト2013のアゼルバイジャン代表選考の決勝戦にて「Hold me」を歌って優勝を果たし、5月にスウェーデン・マルメで開かれる同大会のアゼルバイジャン代表となることが決まった。

## ディスコグラフィー

### シングル
| 年     | シングル                  |
| ------ | ------------------------- |
| 2012年 | "Gəl yanıma (come to me)" |
| 2013年 | "İnan (believe)"          |
| 2013年 | "Hold me"                 |